# Generalkaptenskapet Filippinerna
Generalkaptenskapet Filippinerna (spanska: Capitanía General de las Filipinas) var ett administrativt distrikt inom Spanska imperiet. Det bestod av det som senare kom att bli moderna  staten Filippinerna och associaterade spanska Stillahavsbesittningar. Det bildades 1565 med de första permanenta spanska bosättningarna och utgjorde en del av Vicekungadömet Nya Spanien.

## Förvaltning
I århundraden lydde kolonin i ekonomiska frågor under Vicekungadömet Nya Spanien, medan administrativa frågor beslutades av Spanska kronan eller Consejo de Indias. 1821, då Mexiko blivit en oberoende stat, överfördes all kontroll till Madrid.
I spetsen för förvaltningen stod en av Spanien på sex år utnämnd generalkapten, som i sin person förenade den militära och civila makten och som även presiderade i Real audiencia (högsta domstolen) i Manila. I spetsen för katolska kyrkan stod en ärkebiskop (i Manila) och tre biskopar.
Även om Filippinerna genom sin produktionskraft samt genom sitt läge hade kunnat bilda en av de viktigaste punkterna för den östasiatiska handeln, gjorde den spanska regeringen gjort så gott som ingenting för deras utveckling. Statsinkomsterna utgjorde av personliga avgifter för den inhemska befolkningen infödingarna (spanjorer och utlänningar var skattefria), tobaksmonopol, in- och utförseltullar, avgifter för försäljning av palmvin samt för tillåtelse att hålla offentliga tuppfäktningar. Inkomsterna uppgick 1876 till 53 miljoner kr, utgifterna till 55,3 miljoner.